# 冰心儿童文学新作奖
冰心儿童文学新作奖，简称冰心儿童文学奖，是中國大陸的兒童圖書獎項，始於1990年冰心九十大壽時，由一班冰心好友、作家如韓素音、吳作人、蕭淑芳等創立，由於「文壇祖母」冰心一生愛孩子，作品受到幾代人歡迎，故此特地創設該獎項，鼓勵支持為孩子創作、出版好書的作家及機構。奖励范围包括“小说、散文、童话、幼儿文学”等文学类，下辖“冰心儿童图书奖、冰心儿童文学新作奖、冰心艺术奖、冰心作文奖、冰心摄影文学奖”5个大类别，同“宋庆龄儿童文学奖”、“陈伯吹儿童文学奖”、“全国优秀儿童文学奖”列为中国大陆四大儿童文学奖。该奖分大奖和佳作奖，大奖奖金人民币1500元，佳作奖人民币500元。

## 届次

### 2005年
- 大奖：李秋沅小说《天使的歌唱》、吴然散文《骑马上鸡山》、殷建红散文《回乡偶书》
- 佳作奖：小说（赵书花《顺子》、鲁冰《小鸟快飞》、翌平《逃学生》、李书丽《男生马顿的另类生活》、董恒波《现在开始广播》、蒋蓓《伙伴》、杨勇《春天来了，小鸟儿发芽了》、李美霞《红雨伞》）；散文（阿荣《远山漉漉》）；童话（严晓萍《木木和木儿》、沈习武《盒子》、郑实《音乐雨》）；幼儿文学（郭冠玉《月光光》、崔英《童诗四首》、俞春江《领奖台上》、黄美华《想问你的信箱》）诗歌（曹东《城里的月光》）

### 2006年
- 大奖：林彦小说《钟声回荡》、周学君小说《在喧嚣的铁路边》、张洁散文《花园》、徐萃童话《青蛙和天鹅》、萧袤幼儿文学《淘淘和米粒的温情故事》
- 佳作奖：小说（盛永明《铺床》、蒋蓓《心远的假期》、胡巧玲《哑巴的婚事》、谢倩霓《秋瑟》、刘静宇《租个爸爸渡难关》、王轶美《婚礼进行曲》、朱小利《欢乐城堡》）；散文（宋健强《爱在爱中满足》、陆晓旭《母亲、女儿和我的爱》、赵书花《想象另一种麦子一样的成长》、周伟《阳光下的味道》、卢晓蓉《祖母教我学刺绣》、王忠范《狗剩和他的黑虎》）；童话（陈丽虹《两头蓝鲸》、郑实《花和袜子》）；幼儿文学（高碧琼《我的“疤”在哪里》、金暘《坏了的邮筒》、张修彦《快慢谣》）；寓言（钱欣葆《刺猬认错》、林锡胜《一只与众不同的猫》）；诗歌（李德民《一篮子阳光》、张晓楠《雪花是冬天的偏旁》、金本《脚印组合》、吴志强《外婆的“澎湖湾”》、刘泽安《少年》）

### 2007年
- 大奖：汤素兰童话《蜻蜓》、陆梅小说《谁能把春天留住》、孙昱幼儿文学《彩虹森林》、缪克散文《夏天的喜剧》
- 佳作奖：小说（盛永明《父亲叫我学箍桶》、唐池子《乌鸦天堂》、黄艾艾《小船，小船》、钟墨《恩雅的礼物》、解淑平《哦！我可爱的马儿多》、杨老黑《过河听戏》）；童话（胡璐斯《背影》；史壹可《换个耳朵寄居》、翌平《白洋淀》、何家欢《秋秋和末末》、史策《糖果的故事》、李化《影子的烦恼》）；幼儿文学（孙丽萍《朵拉和它的宝贝们》）；寓言（肖邦祥《黑马和白马》、牟丕志《猎豹领跑》）；诗歌（王经涛《三月三，看风筝》、薛涛《小猪的诗意冬天》）

### 2008年
- 大奖：孙雪晴散文《我和妈妈的粥》、李小麦散文《鹪鹩住在哪里》、曾小春小说《月光如水》、常怡童话《燕归巷的三月》
- 佳作奖：散文（杜蕾《那个夏天梦会飞》、汪文勤《童话里的童话》、葛逸凡《见到了葛庄——我生长的地方》、张莹莹《外公的院子》、周伟《从前的美丽》）；小说（三三《父亲的自行车》、王路《临时工》、周静《跑进阳光里》、毛云尔《月光舞鞋》、赵菱《小熙的甘蔗鞋》、周舒畅《十八岁夏末的那场雨》）；童话（舒辉波《你用心爱过一朵花吗》、左昡《像棵树电影院的奇闻轶事》、卢颖《高楼里的树林和我的熊邻居》、李志伟《彼岸的约定》、李岫青《小银鼠与幻想大王》）；诗歌（保冬妮《小孩儿的歌》、童子《我们写信吧》、金本《玫瑰大楼的12扇窗口》、高凯《高楼上某某的独屋》）；幼儿文学（顾鹰《我的一家是精灵》、吕丽娜《小青蛙的早晨》、陈丽虹《爱读童话故事的树》）

### 2009年
- 大奖：侯宇燕小说《邵老师的两天》、毛云尔散文《桃红李白》、池沫树散文《桔子小鸟》、洪晓辉童话《天花板上的灰色小马》
- 佳作奖：小说（徐玲《幸福的花朵》、陈尔耳《长在树上的鱼》、王旭《光明》、陈静《赶上了路的猪》、沈习武《我是你哥》、经绍珍《苦艾》、余雷《第七夜》）；散文（董叔萌《雪脚印》、王士学《摇只小船回童年》、张永军《怀想狼狗》、孙淑慧《夏日里的小小停驻》）；童话（董秋香《在黑夜中歌唱》、郝天晓《绿色的云儿飘啊飘》、陈诗哥《童话之书》、一苇《井水里的花园》、汤汤《寻找淡玉的锅》、龙竞《金色的围脖送给熊》）；幼儿文学（龚房芳《鼹鼠先生捡到一朵有香味的花》、李浚丰《请把帽子摘下来，好吗？》、汤琼《南瓜当铺》）；诗歌（乔小娟《儿童诗一束》、谢鸿文《白鹅的作业簿》、娜仁琪琪格《小魔袋子》、阿鹏《长在一侧的耳朵》、方家鑫《一个人的月亮湾》、秀枝《你是一个什么样的小孩》、蓝蓝《蓝蓝的漂流瓶》）

### 2010年
- 大奖：张殿权小说《陆小鱼的地图》、王岩散文《童年的梦醒了》、麦子童话《菊奶奶的最后一件新衣》、李茜诗歌《带我去逛庙会吧》
- 佳作奖：小说（廖冰凌《莲花》、左泓《两个人的电影》、李秋沅《菊隐》、王璐琪《青衣》、高巧林《空犁》、詹丽娜《流年》、刘潇潇《众猴渡峡》、朱珂亿《古槐巷的巫婆》、吴洲星《少女小夕》、刘学飞《树挂儿》）；散文（冀永义《乡间的日子》、慈琪《我住的地方，名字很美》、蒋蓓《云的南边》、苇枫《浮在城市上空的孩子》、张绍民《有思想的蚂蚁》、林婷婷《我的写作童话》）；童话（丁勤政《圣甲虫传奇》、黄一辉《花儿仙子》、巴布贾颖《野狼老巴布》、尚易《摇曳的爱》、梁慧玲《福翩翩》、贾为《山谷散布的云》、流火《你快乐吗》）；诗歌（徐豪《孩子，你温暖了世界》、周博文《那么小的一朵花儿》、任军《春天的翅膀》、王美健《清晨的翅膀》、山山《寻找丢失的午觉》、陈梦敏《花瓣兔和豆瓣鼠》、方韶英《1，2，3，一起走》）；寓言（冰子《不愿下蛋的鸭群》、汤祥龙《决赛场上》）

### 2011年
- 大奖：小说（韦伶《树的屋子》、赵菱《星空之上的孔明灯》）；散文（向迅《牧羊时代》、潘云贵《远去的墨香》）；徐海菲童话《花香深处的房子》
- 佳作奖：小说（金王牧歌《陌上花开》、史雷《桃城烧》、孙玉虎《隐身登录》、田俊《谁说我是治愈系》、王勇英《五巴见到木鬼子》）；散文（薛旻君《西行欧罗巴——别处的绚烂》、莫问天心《画里画外》、吉布鹰升《隐匿山间》、侯秀红《在记忆里行走》、林毓宾《竹花篮密码》）；童话（程昱华《蓝皮书第133页》、赵华《五个鼻子的雪人》、渭北《花野昼梦》、施初晓《猎人的狐狸》、苏梅《乔爷爷的神奇拐杖》）；诗歌（尚易《沉默的心愿》、小笋子《我又从世界上知道了一个故事》、高恩道《认识ABC》）；幼儿文学（梁英《耳朵里面有个开关》、李碧梅《彩色的世界》、任小霞《幸福的密码》、许萍萍《12粒小青豆》）

### 2012年
- 大奖：黄振寰童话《远方》
- 佳作奖：小说（宫凤华《秋月》、汤熊《插班生》、刘耀辉《辣椒红了》、卢振中《鸟伞》、任富亮《苦味鱼子饼》、李伟《柳叶鱼》、陈静《金银花开》、王朝群《奔跑的少年》、郑城南《枫树上的千年树精》、曹豫龙《父与子》）；散文（王婉莹《木匠》、清纹《乡野山趣》、刘汉斌《花季》、潘红亮《会藏钥匙的母亲》、陈帅《女孩儿和猫》、肖体高《童年的最后一缕阳光》）；童话（原上草行《弹簧树》、汤萍《白海豚的渔网》、蘇醒《风的丝巾》）；诗歌（王立春《梦的门》、史京《星星的故事》、莫春华《土豆的姑娘》、金本《请许下一个心愿》）；幼儿文学（窦晶《六个小邋遢鬼》、贺维芳《泥娃娃长头发》、吕红梅《红薯秧下的信》）